# 5215 Tsurui
Az 5215 Tsurui (ideiglenes jelöléssel 1991 AE) a Naprendszer kisbolygóövében található aszteroida. Masanori Matsuyama,  Vatanabe Kazuró fedezte fel 1991. január 9-én.